# Vogel Rok
Pour l'oiseau mythologique, voir Rokh.

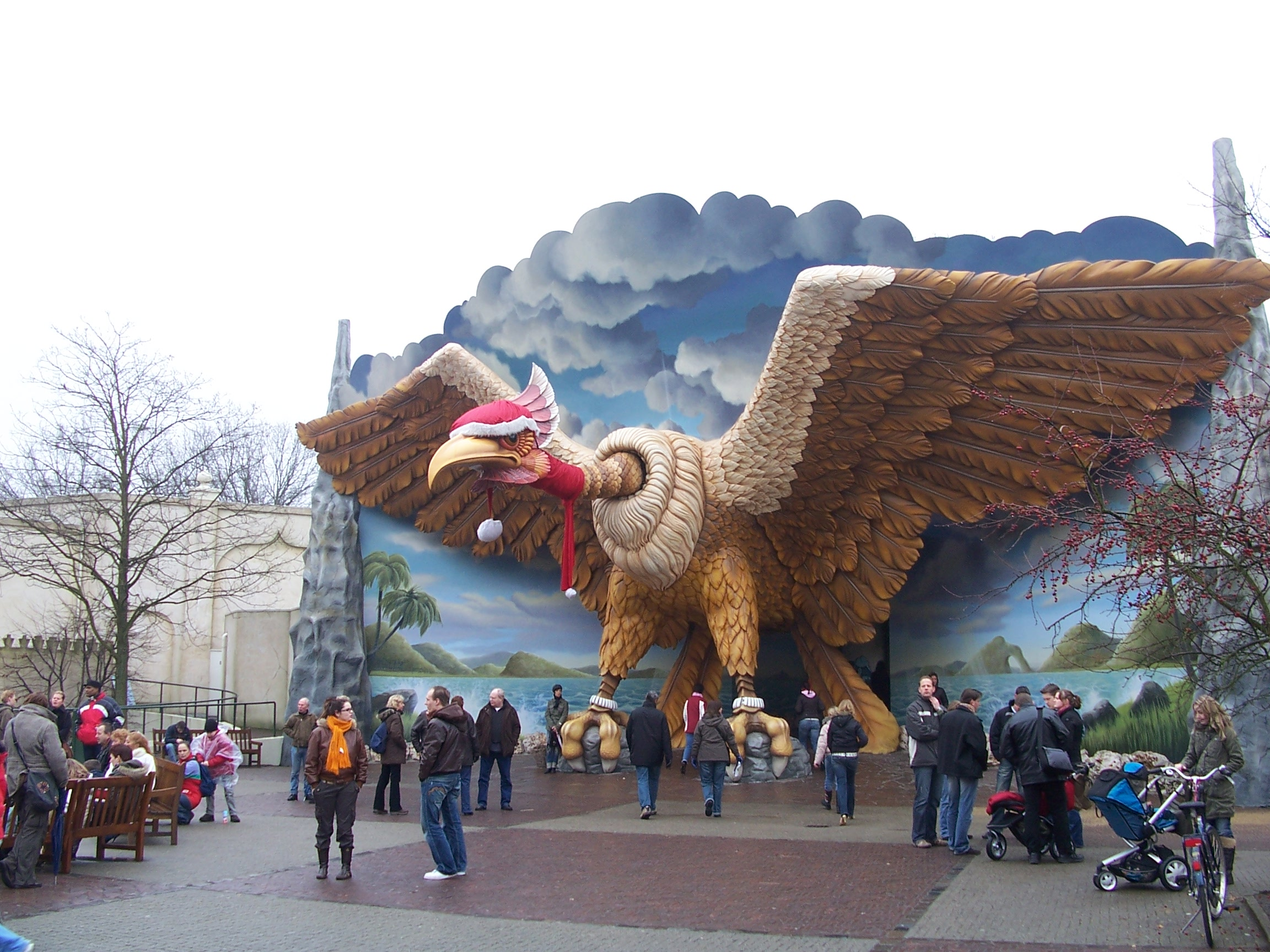
Vogel Rok en hiver.

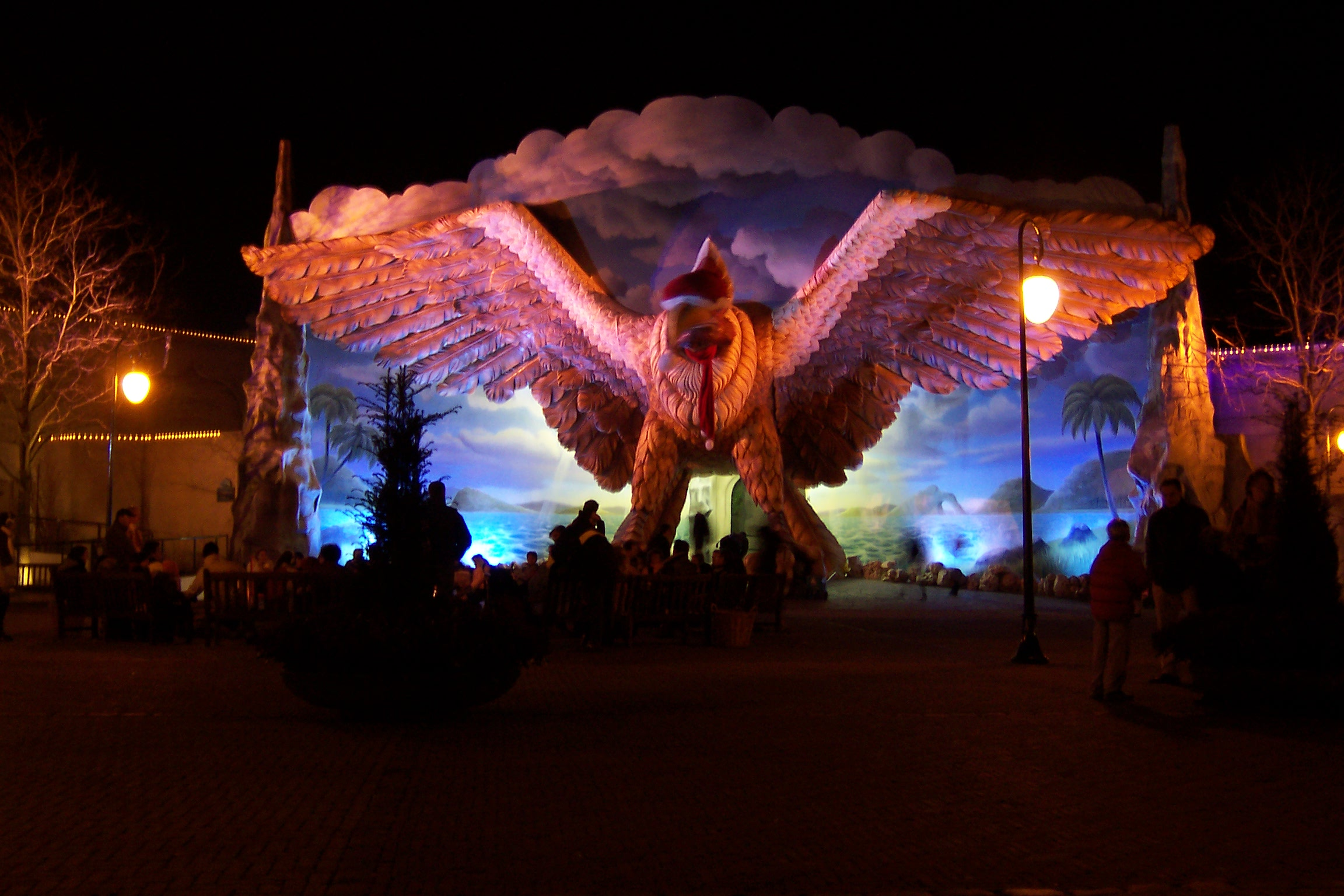
De nuit, toujours en hiver.

Vogel Rok (ou L'Oiseau Roc en français) est le nom de montagnes russes en intérieur se déroulant entièrement dans le noir dans le parc d'attractions Efteling.

## Présentation
Vogel Rok est situé à l'extrême nord-est du parc dans la section Reizenrijk. Appelé en français « Royaume du voyage » ou encore « Royaume de l'aventure », il se trouve dans la partie septentrionale du parc. Cette partie est celle des voyages : autour du monde, dans les airs, dans le noir ou sur l'eau.
Le nom de l'attraction provient de l'oiseau Roc des Mille et Une Nuits et le parcours représente le vol plané que Sinbad le marin effectue accroché au pied de Roc :

« En effet, il [le Roc] s'abattit et se posa dessus [sur son œuf], comme pour le couver. En le voyant venir je m'étais serré fort près de l'œuf, de sorte que j'eus devant moi un des pieds de l'oiseau, et ce pied était aussi gros qu'un gros tronc d'arbre. Je m'y attachai fortement avec la toile dont mon turban était environné, dans l'espérance que le Roc, lorsqu'il reprendrait son vol le lendemain, m'emporterait hors de cette île déserte. Effectivement, après avoir passé la nuit en cet état, d'abord qu'il fut jour, l'oiseau s'envola et m'enleva si haut que je ne voyais plus la terre ; puis il descendit tout à coup avec tant de rapidité que je ne me sentais pas. Lorsque le Roc fut posé et que je me vis à terre, je déliai promptement le nœud qui me tenait attaché à son pied. »

— Anonyme, Les Mille et Une Nuits : Sinbad le marin - Second voyage de Sindbad le marin, 217e nuit, traduit de l'arabe par Antoine Galland
Aussi, dès l'entrée, le décor est basé sur ce thème. Les montagnes russes montent jusqu'à une vitesse de 65 kilomètres par heure et le trajet dure 1 min 41 s. La force de gravitation maximale que le visiteur ressent au cours du trajet est de 3,5 g (positif). La capacité de l'attraction est de 1 600 passagers par heure. Un système audio est installé dans les trains des montagnes russes, ce qui fait de Vogel Rok le premier parcours de montagnes russes hors d'un parc Disney doté de ce système. Des compositions musicales sont également présentes dans tout le bâtiment. La façade du bâtiment est constituée d'une statue de Roc coloré géant, de huit mètres sur vingt-deux, le plus grand oiseau en Europe selon le livre Guinness des records,. Un bassin d'eau se trouve sous le parcours pour réguler la température du bâtiment.
Les travaux commencent en 1997. L'ouverture de l'attraction est annoncée en début de l'année. Le magazine spécialisé First Drop publie un article sur l'attraction en octobre 1997. Un parallèle est fait entre les montagnes russes en construction et Space Center à Phantasialand, tout en les décrivant comme plus intenses. Il y est décrit qu'un budget de 500 000 dollars est alloué pour la statue de l'oiseau à l'entrée.
L'attraction ouvre en 1998. Le parcours est construit par Vekoma (modèle Custom MK-900). Le Python, la Villa Volta et l'Oiseau Roc sont tous trois construits par cette société spécialisée. Ton van de Ven est le concepteur de Vogel Rok. Ce grand créatif du parc conçut entre autres Piraña, Fata Morgana, Droomvlucht, Villa Volta, le Peuple des Lavanors, le Château hanté, la Pagode, de Halve Maen.
L'Oiseau Roc représente un investissement de 28 millions de florins, soit environ 12,7 millions d'euros. À l'époque, il s'agit de l'attraction la plus chère du parc. Elle est dotée d'un système de photo on ride.

## Parcours
Des lasers sont projetés au-dessus des passagers lorsque le train est tracté vers le sommet du dôme grâce à un lift à chaîne. En approchant du sommet, le passager peut observer quatre Rocs sur la gauche volant au loin. Ensuite, le train plonge vers le sol en se dirigeant sur la gauche, dans une courbe inclinée à 85 degrés. ensuite une succession de courbes amène le train dans un tunnel de lasers.
Le train tombe alors dans une spirale et passe par la bouche d'un serpent, qui s'allume pendant que le train le traverse. La dernière courbe est décorée par des anneaux de lumière blanche. Des modèles réduits de Roc sont présents le long du trajet. Le souffle d'un vent frais renforce l'expérience.

## Trains
Vogel Rok possède trois trains constitués de six voitures. Quatre personnes (deux rangs de deux personnes) peuvent prendre place dans chaque voiture. Les barres de sécurité horizontales — les lap bars — se referment sur les cuisses. Les trains des montagnes russes sont dotés d'un système audio diffusant une musique. Celle-ci et les autres orchestrations de l'attraction sont l'œuvre de Ruud Bos. C'est ce même musicien qui a composé les musiques du Droomvlucht, de la Villa Volta, du Carnaval Festival et de Fata Morgana.

## Évolution

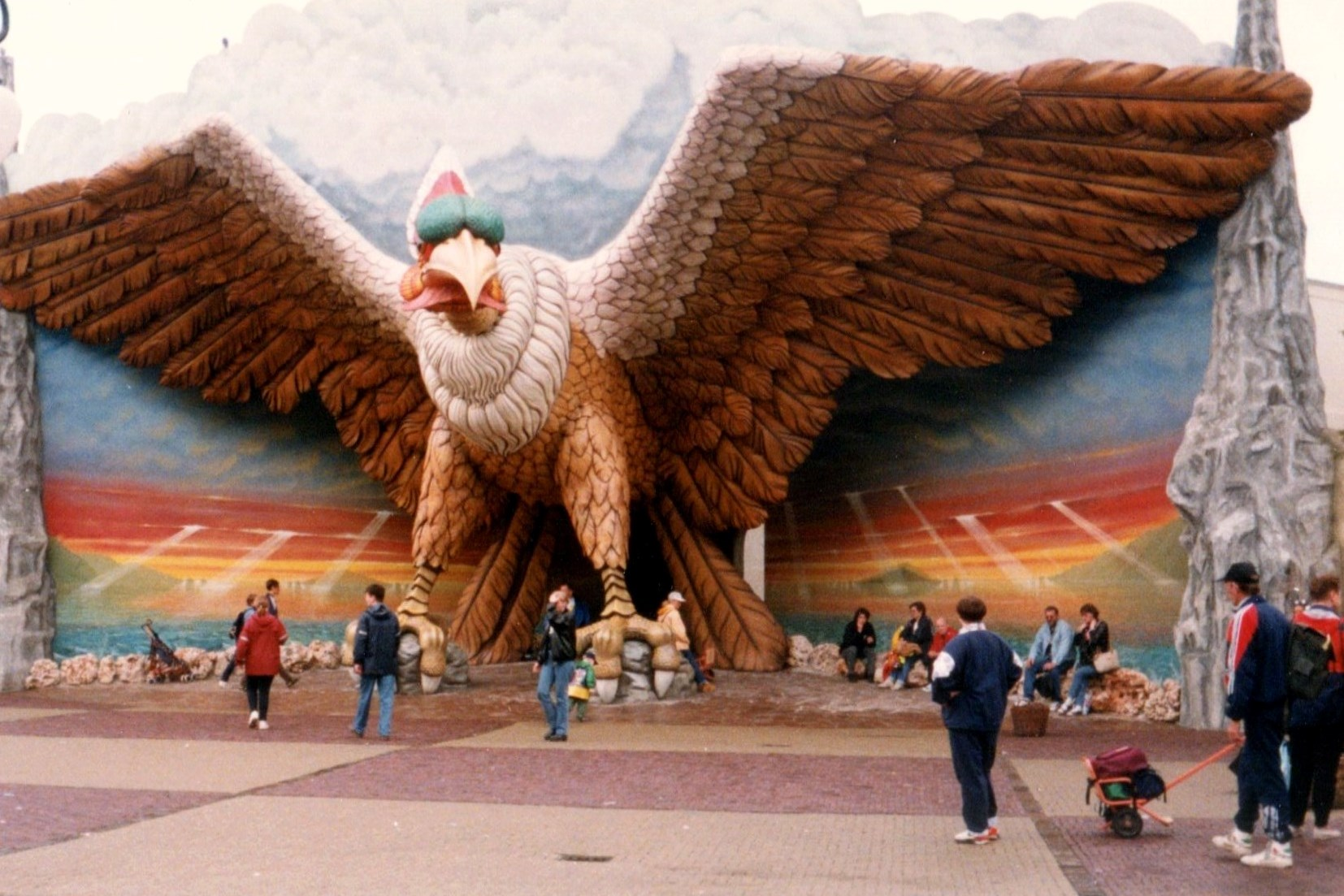
La peinture murale, jusqu'en 2004.

En 1998, Vogel Rok reçut un moins bon accueil par le public que ce que le parc espérait. En 1999, Efteling fit quelques modifications pour que l'intérêt des visiteurs augmente. Ainsi plusieurs effets sont ajoutés au trajet, comme des lasers et une gigantesque tête de couleuvre. Au cours du trajet, les trains s'engouffrent par la gueule ouverte de cette couleuvre. Le dernier virage du parcours est transformé en tunnel avec éclairage par fibre optique. Ce tunnel est censé représenter un tunnel avec des diamants, comme dans le conte. L'installation qui photographie le train au cours du trajet est déplacée cette même année.
La file d'attente est raccourcie au cours de la transformation de 1999 et une grande baie vitrée qui donne sur l'intérieur de l'attraction est alors installée. Un modèle réduit représentant l'oiseau sur une île, déjà présent le long du parcours, est déplacé vers la portion visible à travers la baie vitrée. Quand un train passe en face de ce modèle réduit, celui-ci est éclairé, pour qu'il soit bien perçu à partir de la file d'attente.
Des projections laser sont aussi ajoutées dans la file d'attente cette même année. Ce spectacle de laser illustrait alors les scènes du récit de Sindbad et de l'oiseau Roc, pour expliquer clairement le récit de l'attraction aux visiteurs. Le public ne faisait pas le lien entre le récit original et l'attraction, ce qui était à l'origine de la mauvaise réaction des visiteurs. Le spectacle de laser et les autres additions de 1999 ont pour but d'améliorer les mauvais points de l'attraction. Au début de la saison 2002, le spectacle de laser est supprimé car il ne cadrait pas avec un thème « 1001 nuits ».
La façade de l'attraction est rénovée en 2004. L'oiseau est recouvert d'échafaudages, il bénéficie d'un enduit protecteur composée de polyester. De plus, la peinture murale d'une plage au crépuscule est remplacée par un nouveau paysage décoratif.
En début d'année 2007, l'attraction est améliorée, le budget affecté s'élevant de 300 000 euros. Ces travaux concernent la file d'attente sur toute sa longueur ainsi que le stand pour acheter les photos bon ride. Le trajet des montagnes russes n'est pas modifié.
Pour la transformation, la file d'attente est de nouveau raccourcie et ne passe plus par l'espace qui comprenait une vue sur le circuit de montagnes russes grâce à une baie vitrée. Par contre, le public qui entre dans la file passe dorénavant à proximité du stand photo. L'intérieur est muni de nouvelles décorations qui correspondent mieux au thème de l'oiseau Roc. Ainsi des rochers, des torches lumineuses, des os factices dont un squelette — d'un éléphant, comme dans le conte — et des structures d'arcs orientaux (ressemblant à des arcs brisés en tiers-point) sont ajoutés aux différents couloirs. L'itinéraire de la file d'attente est totalement différent depuis la transformation : jadis, les visiteurs accédaient à la gare d'embarquement par le dessous de celle-ci et maintenant ils y arrivent par le dessus.
Le stand de photos et la sortie sont plus près de l'entrée, l'accès est donc facilité et raccourci pour le public. Depuis 2007, un effet est ajouté dans la gare d'embarquement. De temps à autre, l'oiseau du récit peut être entendu pendant qu'il « vole » au-dessus de la gare. Cet effet sonore est renforcé par l'éclairage qui diminue à chaque « battement d'ailes ».
L'attraction bénéficie d'une rénovation technique en 2018. Quelques effets visuels sont ajustés,. Vogel Rok reçoit le public avec deux semaines d'avance après ces travaux.